# Carne trémula
Carne trémula is een Spaanse dramafilm uit 1997 onder regie van Pedro Almodóvar.

## Verhaal
Victor gaat na een vrijpartij in een discotheek op bezoek bij Elena. Zij voelt zich bedreigd en houdt hem onder vuur met het pistool van haar vader. Het pistool gaat af op het ogenblik dat de politieagenten David en Sancho verschijnen. Als gevolg van dat incident belandt David in een rolstoel, terwijl Victor een gevangenisstraf uit moet zitten. Twee jaar later is David een basketbalster op de Paralympische Spelen. Intussen zint Victor op wraak in zijn cel.

## Rolverdeling
| Acteur           | Personage              |
| ---------------- | ---------------------- |
| Javier Bardem    | David                  |
| Francesca Neri   | Elena                  |
| Liberto Rabal    | Victor Plaza           |
| Ángela Molina    | Clara                  |
| José Sancho      | Sancho                 |
| Penélope Cruz    | Isabel Plaza Caballero |
| Pilar Bardem     | Doña Centro            |
| Álex Angulo      | Buschauffeur           |
| Mariola Fuentes  | Clementina             |
| Yael Be          | Meisje                 |
| Josep Molins     | Josep                  |
| Daniel Lanchas   | Chauffeur              |
| María Rosenfeldt | Meisje                 |